# رادیو فلایر
رادیو فلایر (به انگلیسی: Radio Flyer) یک فیلم درام-فانتزی آمریکایی محصول سال ۱۹۹۲ به کارگردانی ریچارد دانر و نویسندگی دیوید میکی اونس با بازی لورین براکو، جان هرد، الایجا وود، جوزف مازلو، آدام بالدوین و بن جانسون که توسط تام هنکس روایت می‌شود. مکان‌های فیلمبرداری شامل نوواتو، کالیفرنیا، و فرودگاه کلمبیا (کالیفرنیا) بود.
این فیلم به یاد نانسی بنتا هانسن، ناظر فیلمنامه و سیمون فوئنتس، دستیار تولید تقدیم شد.

## تولید
فیلمبرداری در ۱۸ ژوئن ۱۹۹۰ آغاز شد، پس از ۱۰ روز فیلمبرداری، داگلاس تولید را با ضرر ۵ میلیون دلاری تعطیل کرد. داگلاس سپس ریچارد دانر را به عنوان کارگردان جدید فیلم به خدمت گرفت. ایوانز به عنوان تهیه‌کننده اجرایی در فیلم باقی ماند. با بازنویسی بازیگران اصلی، رادیو فلایر در اکتبر همان سال تولید را از سر گرفت. دانر از ایوانز خواست تا فیلمنامه را به‌طور گسترده بازنویسی کند تا راهی برای تعادل بین فانتزی فراری و کودک آزاری بدون بیگانه کردن مخاطب بیابد. پایان اصلی فیلم یک کد امروزی بود که در آن یک مایک بزرگسال با بازی تام هنکس، فرزندانش را به موزه ملی هوا و فضا می‌برد، جایی که هیبرید رادیو فلایر/ هواپیما در کنار ماشین پرنده برادران رایت نمایش داده می‌شود. مخاطبان آزمون با این پایان گیج شدند و فیلمبرداری مجدد منجر به پیش‌درآمد و پایانی امروزی شد که در فیلم پایانی دیده شد.

## خلاصه داستان
پدری خاطرات دوران کودکی خود را به یاد می‌آورد زمانی که او و برادر کوچکترش به همراه مادرشان و شوهر جدیدش به شهر جدیدی نقل مکان کردند. هنگامی که برادر کوچکتر توسط ناپدری وحشیانه خود مورد آزار جسمی قرار می‌گیرد، مایک تصمیم می‌گیرد چرخ دستی اسباب بازی آنها، "رادیو فلایر" را به یک هواپیما تبدیل کند تا او را به یک مکان امن ببرد.

## بازخوردها
این فیلم در راتن تومیتوز بر اساس نقدهای ۴۰ منتقد، ۳۵ درصد محبوبیت دارد. اجماع سایت این است: "رادیو فلایر با پوشاندن مفهوم عجیب خود بر روی داستانی تلخ از آزار خانگی، فیلمی خانوادگی است که برای کودکان بسیار دلخراش و برای والدین آنها بیش از حد سخت است.